# 大窪愿二
大窪 愿二（おおくぼ げんじ、1915年（大正4年）5月9日 - 1986年（昭和61年）5月18日）は、日本の政治学者、翻訳家。専門は日本政治、国際政治。在日カナダ大使館顧問、聖徳学園岐阜教育大学教授を務めた。

## 略歴
1915年、秋田県生まれ。1926年、新潟市に転居。1933年に新潟県立新潟中学校を卒業し、青山学院文学部に入学。英語師範科で学び、1937年に卒業。1938年、太平洋問題調査会（通称IPR）就職する。以後、2度の従軍経験をはさんで1949年までIPRや世界経済調査会などのシンクタンクに勤務する。
1938年に、日本生まれのカナダの歴史家E・H・ノーマンとIPRのオフィスで出会い、交際が始まる。1945年10月、カナダの外交官となって来日したノーマンと再会し、『日本における近代国家の成立』を翻訳することになる。その後、ノーマンの著作を数多く翻訳するとともに、彼の安藤昌益研究を全面的にサポートした。
1949年からは在日カナダ代表部に勤務し、日本政治の分析報告や学術交流の支援に従事した。1952年、調査主任になる。1980年、カナダ大使館を定年退職する。
1982年、聖徳学園岐阜教育大学（現在の岐阜聖徳学園大学）の教授に就任する。大使館職員時代にも、アメリカのカンザス大学やワシントン大学の研究員を務めていた。チャプマン大学による洋上大学でも講師を5度担当している。1977年の日本カナダ学会（当初の名称は「日本カナダ研究会」）の創設に尽力し、同学会顧問であった。
1986年、交通事故による外傷がもとで死去。

## 業績
20代のころから長く太平洋問題調査会（IPR）や世界経済調査会などの有力なシンクタンクに勤務しており、この経験から各界に幅広い人脈があった。高木八尺や丸山眞男といった大学人はもとより、佐郷屋留雄のような右翼の大物ともつながりがあり、会見をセッティングしてもらったカナダの外交官を驚かせた。カナダ大使館の政治アナリストとして、「確率の高い大窪さんの選挙予測や動向分析は、歴代の大使や政治担当官から高い評価を得ていた」。
実務家としては、1954年に京都で開催されたIPR国際会議の事務局長として采配をふった。この会議は各国から95人の有識者が集まった国際的な大舞台であり、大窪の卓越した手腕のたまものであった。
翻訳者として、E・H・ノーマンの著作を精力的に翻訳、全集版の刊行を実現させた。大窪によって訳された『日本における近代国家の成立』は、のちに（戦後における）「日本政治学の展開の出発点」と評価された。この他にも大窪は、G・サンソム、E・H・カー、J・ダワーら当代一流の歴史家の著作を早い時期に翻訳している。
学術交流の面では、カナダやアメリカなどの海外の研究者に協力し、国際交流を支援した。学問に深い見識をもった大窪が、東京における公式窓口であったことに多くの研究者が感謝の弁を述べてい。ダワーによって英語版ノーマン集が編まれたときには、これに協力し「はかりしれない貢献をした」。
研究者としては、太平洋問題調査会に関する研究に長年取り組んでいたが、不慮の事故によって完成しなかった。その後、大窪によって収集されたIPRや米国連邦捜査局（FBI）などの膨大な資料は、後進の歴史学者に引き継がれ、学界の発展に資した。本資料は現在、一橋大学に大窪コレクションとして所蔵されている。

## 人物
戦時中に2度の召集を受けた。最初の召集では1938年から1940年まで陸軍歩兵第116連隊に加わり、中国戦線に派遣されている。
カナダ大使館に勤め、翻訳家として名高かったが、知的な性質については「本質的に伝統的であり儒教的である」や「古武士」のようだとも評された。
大学教員時代には研究室を訪問する学生が絶えず、「バレンタインになると、下駄箱にまでチョコレートが入っている始末」だった。
先祖は村松藩（現在の新潟県五泉市）の家老（堀半兵衛）。大窪は『村松町史』の執筆にも関わっている。父は大窪十三、母はてい。十三は秋田県の荒川鉱山で働いていた。1942年に小池郁子と結婚し、3人の娘をもうけた。

## 著書・訳書等

### 単行本
- Problems of the Emperor System in Postwar Japan （The Japan Institute of Pacific Studies, 1948）
- Japanese Communist Party, 1922-1945（Stanford Univ. Press , 1969）、George M. Beckmanとの共著。

### 論文等
- 「対日輿論および占領政策における天皇制」『思想』1952年6月号、pp.564-574。（松谷久男の名で発表）
- 「覚書ハーバート・ノーマンの生涯」『ハーバート・ノーマン全集 第4巻』（岩波書店、1978年）、pp.551-600。
- 「藩主」の項目（第2章「村松藩の成立と初期藩政」のうち）、村松町史編纂委員会編『村松町史』通史編上巻（村松町長、1983年）、pp.316-347。
- 「カナダの果たした役割」袖井林二郎編『国際シンポジウム・世界史のなかの日本占領』日本評論社、1985年。
- 「戦後の日加関係」『カナダ研究の諸問題――日本カナダ学会創立10周年記念論文集』（日本カナダ学会、1987年）、pp.407-429。

### 訳書
- E・H・ノーマン『ハーバート・ノーマン全集』（岩波書店 全4巻、1977-1978年）、編訳担当
  - 『日本における近代国家の成立』（新版・岩波文庫、1993年）
  - 『クリオの顔――歴史随想集』（岩波新書、1956年、岩波文庫、1986年）
  - 『忘れられた思想家――安藤昌益のこと』（岩波新書 上下、1950年）
- ジョージ・サンソム『世界史における日本』（岩波新書、1951年）
- E・H・カー『ナショナリズムの発展』（みすず書房、1952年、新版2006年）
- W・マクマホン・ボール『アジアの民族主義と共産主義』（岩波書店、1954年）
- ハーバート・ファイス『真珠湾への道』（現代史大系第7巻）（みすず書房、1956年）
- ジョン・ダワー『吉田茂とその時代』（TBSブリタニカ、1981年）、のち中公文庫、改版2014年